# Co lepsze kawałki
Co lepsze kawałki – album kompilacyjny Lecha Janerki wydany w 1993 roku nakładem wytwórni Sonic.

## Lista utworów
1. „Ogniowe strzelby” – 2:48
2. „Jezu, jak się cieszę” – 2:08
3. „Śpij aniele mój” – 0:30
4. „O głowie” – 2:20
5. „Klus Mitroh” – 3:36
6. „Ewolucja, rewolucja i ja” – 2:26
7. „Dla twojej głowy komfort” – 3:33
8. „Strzeż się tych miejsc” – 5:15
9. „Lola (chce zmieniać świat)” – 2:53
10. „Konstytucje” – 3:27
11. „Niewole” – 3:46
12. „Jest jak w niebie” – 4:31
13. „Historia podwodna” – 5:34
14. „Ta zabawa nie jest dla dziewczynek” – 6:17
15. „Bądźmy dziećmi” – 3:05
16. „Wszyscy inteligentni mężczyźni idą do wywiadu” – 2:00
17. „Paragwaj” – 4:55
18. „Bez kolacji” – 3:19
19. „Niewalczyk” – 3:33
20. „LA” – 2:55
21. „Labirynty” – 4:34
22. „W naturze mamy ciągły ruch” – 4:15

## Twórcy
- Lech Janerka – gitara basowa, śpiew
- Artur Dominik – perkusja
- Bożena Janerka – wiolonczela
- Wojciech Konikiewicz – instrumenty klawiszowe
- Eugeniusz Obarski – Yamaha DX7
- Marek Majewski – instrumenty klawiszowe, programowanie instrumentów
- Wiesław Mrozik – gitara
- Małgorzata Ostrowska – śpiew
- Tomasz Pierzchalski – saksofon
- Krzysztof Pociecha – gitara
- Marek Puchała – perkusja
- Janusz Rołt – perkusja
- Wojciech Seweryn – gitara
- Bartosz Straburzyński – gitara, programowanie instrumentów